# Filhos do Éden: Herdeiros de Atlântida
Filhos do Éden: Herdeiros de Atlântida é um livro escrito pelo brasileiro Eduardo Spohr. A obra segue como um complemento de A Batalha do Apocalipse, iniciando-se assim uma saga. A trama conta a história de Kaira, uma celestial que perdeu a memória em um acontecimento, e Denyel, um querubim exilado há séculos na Terra, que agora tenta voltar aos exércitos rebeldes.
O livro é composto por 4 partes, com 64 capítulos, tendo, assim, um total de 473 páginas.

## Sinopse
Há uma guerra no céu. O confronto civil entre o arcanjo Miguel e as tropas revolucionárias de seu irmão, Gabriel, devasta as sete camadas do paraíso. Com as legiões divididas, as fortalezas sitiadas, os generais estabeleceram um armistício na terra, uma trégua frágil e delicada, que pode desmoronar a qualquer instante.
Enquanto os querubins se enfrentam um embate de sangue e espadas, dois anjos são enviados ao mundo físico com a tarefa de resgatar Kaira, uma capitã dos exércitos rebeldes, desparecida enquanto investigava uma suposta violação do tratado. A missão revelará as tramas de uma conspiração milenar, um plano que, se concluído, reverterá o equilíbrio de forças no céu e ameaçará toda vida humana na terra.
Ao lado de Denyel, um ex-espião em busca de anistia, os celestiais partirão em uma jornada através de cidades, selvas e mares, enfrentarão demônios e deuses, numa trilha que os levará às ruínas da maior nação terrena anterior ao dilúvio - o reino perdido de Atlântida.

## Personagens principais
- Kaira: Centelha Divina. Capitã dos exércitos revolucionários de Gabriel, é uma ishim da província do fogo.
- Denyel: Ex-agente do arcanjo Miguel. Um dos querubins exilados.
- Levih: Amigo dos Homens. Um ofanim partidário das forças rebeldes. Caminha na terra ajudando os seres humanos.
- Urakin: Punho de Deus. Um guerreiro obstinado e forte, é o parceiro de missão de Levih.
- Andril: O Anjo Branco. Um ishim que manipula o frio e o gelo. É um dos arcontes de Miguel.
- Yaga: Sombra da Morte. Uma hashmalim sob as ordens de Andril.
- Forcas: Um dos soldados de Andril. Quando materializado, assume a imagem de um vigoroso leão.
- Primeiro Anjo: Figura temida e misteriosa. Antigo líder dos sentinelas.
- Zarion: Guarda-costas de Kaira
- Andira: A Senhora da Noite. Antiga deusa dos povos yamís, uma das civilizações pré-cataclísmicas.
- Bakal: Demônio controlado por Guth. Alimenta-se de sentimentos depressivos.
- Guth: Demônio que suga a energia dos seres-humanos a partir de espasmos de êxtase.
- Sirith: Comanda uma brigada de raptores. Sua missão é capturar anjos na terra.

## As Sete Castas Angélicas
Querubins: Anjos guerreiros. Seus poderes são baseados em força, percepção, furtividade.
Serafins: Nobres, políticos e burocratas. Mestres na persuasão e na manipulação da mente.
Elohins: Vivem no plano físico, geralmente disfarçados de seres humanos. Hábeis em se adaptar a etnias e grupos sociais.
Ofanins: Anjos da Guarda. Seres bondosos, que vagam no plano astral ajudando os seres humanos. Carismáticos, são capazes de controlar emoções.
Hashmalins: Torturadores, anjos da punição. Controlam os espíritos e as trevas.
Ishins: Celestes responsáveis por governar as forças elementais, fogo, terra, água e ar.
Malakins: Sua missão é estudar o universo e a humanidade. Reclusos, podem moldar o tempo e o espaço.

## Os Sete Céus
Primeiro Céu: Tártaro. Lar dos ishins, abriga os quatro reinos elementais. É a camada mais próxima da terra
Segundo Céu: Gehenna. O purgatório. Uma dimensão de escuridão e torturas, destinada a deter prisioneiros e almas em penitência.
Terceiro Céu: Éden Celestial. Destino da alma dos justos após a morte.
Quarto Céu: Acheron. Camada intermediária. Contém as fortalezas angélicas e os campos de guerra.
Quinto Céu: Celestia. Aqui ficam o Palácio Celestial, as cidades aladas e as catedrais celestes. Era o ponto de reunião dos arcanjos antes da guerra civil.
Sexto Céu: Raqui'a. Região controlada pelos malakins. Usada como retiro e pavilhão de estudos.
Sétimo Céu: Tsafon. Onde Deus descansa.